# Sabine (ø)
 For alternative betydninger, se Sabine. (Se også artikler, som begynder med Sabine)
Sabine Ø er en ø nordøst for Wollaston Forland, tidligere kendt som Indre Pendulø. Det ligger i området Grønlands Nationalpark i det nordøstlige Grønland.

## Geografi
Sabine Ø er 16 km lang fra Kap Neumayer i nord til Teddy Udkig i syd og 14 km bred. Området måler 155,9 km², og kystlinjen er ca. 59,8 km. Den højestepunkt er den 699 m høje Keferstein. Andre vigtige toppe er Kronebjerg, Tafelbjerg og Søspidsen.
Sammen med en ø kaldet Hvalros Ø ud for det sydlige punkt og Lille Pendulum, der ligger mod øst, udgør den Penduløernes gruppe. Talrige inuithytter ligger på øen.
Der er også den lille Sabine i Melville Bugt i Nordvestgrønland, da Mr. Sabine også var med på Ross-ekspeditionen i 1818 til disse dele.

## Historie
Nordøstgrønlands kyst blev tidligere koloniseret af palæo- og neo-eskimo-grupper. Inuit og deres forfædre koloniserede og forlod området mindst fire gange i løbet af de sidste fire tusinde år. Der er rester af inuit-boliger på Sabine-øen, som først blev indberettet af Carl Koldewey under den anden tyske nordpolar-ekspedition 1869-70.
Sabine Ø blev navngivet Sabine Insel under Koldeweys ekspedition efter geofysikeren general Sir Edward Sabine, der udførte pendulgravimetriske eksperimenter på øen i 1823. Sabine havde været med på Douglas Claverings arktiske ekspedition i 1823 og var den eneste, der mødte levende inuit-folk i Nordøstgrønland.
Den anden tyske nordpolare ekspedition byggede et hus i Germaniahafen på sydsiden. Denne station blev senere brugt af jagtekspeditioner.

### 2. verdenskrig
Fra august 1942 til juni 1943 fungerede den tyske meteorologiske ekspedition Unternehmen Holzauge under ledelse af kaptajn Hermann Ritter på øen. Ekspeditionen havde hovedkvarter i Hansa Bay på østsiden af øen. Det blev opdaget i marts af den nordøstlige grønlandske slædepatrulje, der blev etableret af Grønlands guvernør Eske Brun. I maj blev stationen bombet af amerikanske fly fra Island ledet af oberst Bernt Balchen. I juni blev de overlevende medlemmer af det tyske hold evakueret til Norge med en Dornier Do 18-vandflyver sendt fra skibet "Schwabenland".

### Den kolde krig
Den udsatte ø var stedet for en amerikansk LORAN-station i efterkrigstiden.
|  |  |  |